# Bikinistokyo
BIKINIS TOKYO（ビキニズトーキョー）は、日本のセクシー系アパレルを中心とした通販サイトおよびファッションブランド。主にビキニや水着、ボディコン、ハイレグ、ランジェリーなど、多様なセクシー系アイテムを取り扱っている。

## 概要
2005年にスタートした通販サイトおよび自社ブランドである。アメリカブランドの商品を多く揃えているほか、日本国内のセクシー系ブランドや、自社オリジナルのアイテムも製造・販売している。主にアメリカと日本で製造を行い、一般流通していない独自商品も多数取り扱っている。
とくにマイクロビキニの分野では「国内で１番の品揃え」を謳っており、実店舗を有していた時期もあったが、現在は閉店している。YouTubeをはじめとするSNS上でも積極的に活動しており、店長がすべての商品を試着・撮影を行ったうえで販売を決定している点が特徴である。

## 沿革
- 2005年 - BIKINIS TOKYOとして通販サイトを開始。
- 2010年頃 - 店長がYouTubeを開設し、商品の紹介や買い付けの様子などを配信。
- 2014年 - 現在使用されているYouTubeアカウントを開設。過去には何度もアカウントが停止されるなどの紆余曲折があった。
- 2019年 - TBSテレビ「その他の人に会ってみた」に取材協力。
- 詳細な時期は不明だが、かつて存在していた実店舗は現在閉店している。

## 取扱製品
- ビキニ、水着、マイクロビキニ、競泳水着、Tバックビキニ
- ボディコン、ハイレグ、レオタード、ワンピース、ホットパンツ
- 下着、ランジェリー、ストッキング、Tバック
- コスプレ、コスチューム、衣装
- ハイヒールを含むシューズ類
- アクセサリー類

高品質な商品を扱う方針とされ、中国産の大量生産品などは取り扱わず、アメリカや日本国内で製造された商品を多く揃えている。グラビアやAVなどの撮影衣装としても使用される機会が多い。

## 特色
店長自身がアメリカでの現地買い付けを行い、実際に試着して商品を選定している。買い付け時の様子はSNSで公開されることがある。
店長による商品紹介動画がYouTubeで多数配信されているが、露出度の高さなどから何度も動画やチャンネルが削除されている。2023年現在までに複数回のアカウント停止・バンを経験しており、10万人以上の登録者を抱えるチャンネルにおいても「銀の盾」が授与されなかったエピソードが語られている。YouTube以外にも、X（旧Twitter）やInstagram、TikTok、Facebook、ニコニコチャンネルなど多岐にわたるSNSを運営している。